# Sami Hyypiä
Sami Tuomas Hyypiä (kiejtése: 'sami 'hyːpiæ) (Porvoo, 1973. október 7. –) finn labdarúgó. Korábban a Liverpool FC középső védője volt 10 éven keresztül. Magassága és ereje kiemelkedővé tette a liverpooli védelem középpontjában, tapasztalt, rutinos játékos. Ismert még a felfutásairól, állított helyzetekből szerzett találatairól.

## Pályafutása

### MyPa
Hyypiä pályafutását a Pallo-Peikotnál és a Kumunál kezdte, mielőtt csatlakozott az elsőosztályú MyPához az 1992-es szezonban. Ebben az évben és 1995-ben is megnyerték a Finn Kupát.
1995-ben próbajátékra ment a Newcastle Unitedhez, ahol belekóstolhatott az angol fociba. Hyypiä ezt mondta: "Természetesen segítették a karrieremet. Két hétig voltam náluk 1995-ben Kevin Keegan irányítása alatt és betekinthettem az angol labdarúgásba. Finnországban fiatal játékos voltam és nem is reméltem, hogy ez vihet bármire. Csak a tapasztalat miatt mentem, de nagy élmény volt és élveztem. Sokat segített, hogy közelről figyelhettem egy nagy angol klubot, és alig várom, hogy visszamehessek."

### Willem II
Később ebben az évben a holland Willem II igazolta le. Itt sikeres évei voltak és hamarosan a közönség egyik kedvencévé vált.

### Liverpool
A finn védőt egy, a klub akkori elnökének, Peter Robinsonnak egy a klubnak szurkoló operatőr ajánlotta, aki szabadidejében játékosmegfigyeléssel foglalkozott, és hallott egy jó játékosról, aki a holland Willem II csapatánál játszott. Ron Yeats, a csapat exjátékosa a klub történetének egyik legjobb üzleteként jellemezte a vásárlást: “szinte lopás volt” - ahogy ő fogalmazott. 1999-ben vásárolták meg Hyypiät 2,5 millió fontért, aki a csapatnak gyermekkorában szurkolt.
Itt Hyypiä azonnal sikeres középső védő lett a szintén újonnan érkezett svájci Stéphane Henchoz társaságában.
A 2000–01-es szezonban a csapatkapitányi karszalagot Robbie Fowlerrel megosztva viselte, amíg az elsőszámú kapitány, Jamie Redknapp hosszútávú sérüléssel bajlódott. A szezon során Hyypiä és Fowler történelmi háromszoros győzelemre vezette a csapatot: Ligakupa, FA-kupa és UEFA-kupa. Ezek mellett a 2001-es UEFA Szuperkupát is elhódították. Ebben az évben Hyypiä lett hazájában az év sportszemélyisége, valamint bekerült az UEFA Év Csapatába is.
2002-ben Hyypiä lett a csapatkapitány, miután Redknapp és Fowler is elhagyta a klubot. A kezdeti sikerek után egy viszonylag nyugalmasabb időszak következett és 2003-ban Steven Gerrard átvette Hyypiätől a kapitányi karszalagot. A finnt a szezon végén beválasztották az Év Csapatába.
2004-ben az új edző, Rafael Benítez Jamie Carraghert a középfedezet posztról hátrébb rendelte Hyypiä mellé a védelem tengelyébe. Ez látszólag megerősítette Hyypiät és a csapat sikeres szezon zárt, megnyerve a Bajnokok Ligáját, köszönhetően a megbízható védelemnek is.
2005. augusztus 10-én bejelentették, hogy Hyypiä a Vörösökkel folytatott több héten keresztül folyó megbeszélések után hároméves szerződéssel hosszabbított.
A 2005–06-os szezon során a harmadik számú csapatkapitánnyá esett vissza, miután Carragher vált Gerrard helyettesévé. Ebben az évben Finnországban hatodik alkalommal kapta meg az Év Játékosa díjat.
Ezenkívül bejutott a Liverpool minden idők 25 legtöbbet szereplő játékosa közé egy Arsenal elleni Ligakupa-meccset követően 2007 januárjában.
2007 nyarán a Fulhammel, a Newcastle-lel, a Readinggel és a Wigannel is összefüggésbe hozták, de ennek ellenére Hyypiä kitartott a mellett, hogy szerződése lejártáig a Liverpoolnál marad.
2007. augusztus 25-én Hyypiä eltörte az orrát a Sunderland elleni idegenbeli mérkőzésen. Három nappal később visszatért a pályára a Toulouse elleni BL-selejtezőn, ahol ő szerezte csapata második gólját, viselve a csapatkapitányi karszalagot Steven Gerrard és Jamie Carragher távollétében.
A 2008. január 27-én megjelent Mail on Sunday című hetilap szerint a Celtic FC érdeklődött Hyypiä iránt, aki új szerződésre várt Liverpoolban.
2008. március 2-án Hyypiä egy Bolton elleni meccsen a 20 legtöbbet pályára lépő játékosok soraiba lépett.
2008 áprilisában a finn védő 1 évvel meghosszabbította szerződését a Liverpoolnál.
Április 8-án az Arsenal elleni Bajnokok Ligája negyeddöntő visszavágóján Hyypiä egy hatalmas fejes góllal egyenlített Gerrard szögletéből. A mérkőzést 4–2-re a Liverpool nyerte, ezzel továbbjutva az elődöntőkbe.
2008. április 30-án a Chelsea elleni BL-elődöntő visszavágóján a finn védő a meccs elején a lesérült Martin Škrtel helyére állt be. Az 1–1-es eredmény után hosszabbítás következett, ahol Hyypiä a büntetőterületen belül felrúgta Michael Ballackot, a tizenegyest Frank Lampard értékesítette. Később a hosszabbításban pedig Hyypiä ellen szabálytalankodtak, de a játékvezető nem adott büntetőt a Liverpoolnak (a felvételek alapján szakértők véleménye szerint is egyértelműen felrúgták a tizenhatos vonalon belül). Így a Liverpool 3–2-re veszített a Stamford Bridge-en, tehát a Chelsea 4–3-as összesítéssel juthatott be története során először a Bajnokok Ligája döntőjébe (ahol később a Manchester United ellen 1–1-es állást követően 11-es párbajban vereséget szenvedtek Moszkvában).
A 2008–09-es szezonban a veterán Hyypiä egyre kevesebb lehetőséget kapott, helyét a szlovák Martin Škrtel vette át a védelemben.

### Bayer Leverkusen
Az Liverpoolnál töltött 10 évnyi szolgálat után két évre a német Bayer Leverkusenhez szerződött. Rögtön a kezdőcsapatba került, s a csapattal az őszi szezon befejeztével a bajnokság első helyén álltak. 2011. május 2-án bejelentette visszavonulását 37 éves korában.

#### A válogatottban
Hyypiä 1992. november 7-én Tunézia ellen debütált a nemzeti válogatottban.
2009. augusztus 12-én elérte 100. válogatottságát.
Ő volt a védelem feje, valamint csapatkapitány-helyettes. A válogatottban 105 mérkőzésen összesen 5 gólt szerzett, ő a második legtöbbet pályára lépő játékos a nemzeti együttesben.

## Sikerei, díjai
MyPa
- 1992 – Finn Kupa
- 1995 – Finn Kupa

Liverpool
- Győztes
  - 2000–01 – Ligakupa
  - 2000–01 – FA-kupa
  - 2000–01 – UEFA-kupa
  - 2001 – UEFA-szuperkupa
  - 2001 – FA Community Shield
  - 2002–03 – Ligakupa
  - 2004–05 – UEFA-bajnokok ligája
  - 2005 – UEFA-szuperkupa
  - 2005–06 – FA-kupa
  - 2006 – FA Community Shield
- Döntős (második helyezett)
  - 2001–02 – FA Premier League
  - 2002 – FA Community Shield
  - 2004–05 – Ligakupa
  - 2005 – FIFA-klubvilágbajnokság
  - 2006–07 – UEFA-bajnokok ligája

Egyéni elismerések, díjak
- Finn "Év Játékosa": 1991, 2001, 2002, 2003, 2005, 2006, 2008
- Az év finn sportolója: 2001
- UEFA "Év Csapata": 2001
- PFA Premier League "Év Csapata": 2002

## Statisztika
Utoljára frissítve: 2011. május 2.
| Klub             | Szezon    | Veikkausliiga  | Veikkausliiga  | Finn Kupa    | Finn Kupa    | Ligakupa  | Ligakupa  | Európai kupaporond | Európai kupaporond | Egyéb | Egyéb | Összesen | Összesen |
| Klub             | Szezon    | Meccs          | Gól            | Meccs        | Gól          | Meccs     | Gól       | Meccs              | Gól                | Meccs | Gól   | Meccs    | Gól      |
| ---------------- | --------- | -------------- | -------------- | ------------ | ------------ | --------- | --------- | ------------------ | ------------------ | ----- | ----- | -------- | -------- |
| MyPa             | 1992      | 33             | 0              | ?            | ?            | ?         | ?         | 0                  | 0                  | 0     | 0     | 33       | 0        |
| MyPa             | 1993      | 12             | 0              | ?            | ?            | ?         | ?         | 1                  | 0                  | 0     | 0     | 13       | 0        |
| MyPa             | 1994      | 25             | 5              | ?            | ?            | ?         | ?         | 4                  | 0                  | 0     | 0     | 29       | 5        |
| MyPa             | 1995      | 26             | 3              | ?            | ?            | ?         | ?         | 4                  | 0                  | 0     | 0     | 30       | 3        |
| MyPa összes      | 1992–1995 | 96             | 8              | ?            | ?            | ?         | ?         | 9                  | 0                  | 0     | 0     | 105      | 8        |
| Klub             | Szezon    | Eredivisie     | Eredivisie     | Holland Kupa | Holland Kupa | –         | –         | Európai kupaporond | Európai kupaporond | Egyéb | Egyéb | Összesen | Összesen |
| Klub             | Szezon    | Meccs          | Gól            | Meccs        | Gól          | Meccs     | Gól       | Meccs              | Gól                | Meccs | Gól   | Meccs    | Gól      |
| Willem II        | 1995–96   | 14             | 0              | 0            | 0            | –         | –         | 0                  | 0                  | 0     | 0     | 14       | 0        |
| Willem II        | 1996–97   | 30             | 1              | 5            | 1            | –         | –         | 0                  | 0                  | 0     | 0     | 35       | 2        |
| Willem II        | 1997–98   | 30             | 0              | 3            | 0            | –         | –         | 0                  | 0                  | 0     | 0     | 33       | 0        |
| Willem II        | 1998–99   | 26             | 2              | 1            | 0            | -         | -         | 4                  | 0                  | 0     | 0     | 31       | 2        |
| Willem II összes | 1995–1999 | 100            | 3              | 9            | 1            | -         | -         | 4                  | 0                  | 0     | 0     | 113      | 4        |
| Klub             | Szezon    | Premier League | Premier League | FA-kupa      | FA-kupa      | Ligakupa  | Ligakupa  | Európai kupaporond | Európai kupaporond | Egyéb | Egyéb | Összesen | Összesen |
| Klub             | Szezon    | Meccs          | Gól            | Meccs        | Gól          | Meccs     | Gól       | Meccs              | Gól                | Meccs | Gól   | Meccs    | Gól      |
| Liverpool        | 1999–2000 | 38             | 2              | 2            | 0            | 2         | 0         | 0                  | 0                  | 0     | 0     | 42       | 2        |
| Liverpool        | 2000–01   | 35             | 3              | 6            | 0            | 6         | 1         | 11                 | 0                  | 0     | 0     | 58       | 4        |
| Liverpool        | 2001–02   | 37             | 3              | 2            | 0            | 1         | 0         | 16                 | 2                  | 1     | 0     | 57       | 5        |
| Liverpool        | 2002–03   | 36             | 3              | 3            | 0            | 4         | 0         | 12                 | 2                  | 1     | 0     | 56       | 5        |
| Liverpool        | 2003–04   | 38             | 4              | 4            | 0            | 1         | 0         | 8                  | 1                  | 0     | 0     | 51       | 5        |
| Liverpool        | 2004–05   | 32             | 2              | 1            | 0            | 1         | 0         | 15                 | 1                  | 0     | 0     | 49       | 3        |
| Liverpool        | 2005–06   | 36             | 1              | 6            | 1            | 1         | 0         | 14                 | 0                  | 2     | 0     | 59       | 2        |
| Liverpool        | 2006–07   | 23             | 2              | 0            | 0            | 1         | 1         | 5                  | 0                  | 0     | 0     | 29       | 3        |
| Liverpool        | 2007–08   | 27             | 1              | 4            | 1            | 0         | 0         | 13                 | 2                  | 0     | 0     | 44       | 4        |
| Liverpool        | 2008–09   | 16             | 1              | 1            | 0            | 2         | 1         | 0                  | 0                  | 0     | 0     | 18       | 2        |
| Liverpool összes | 1999–2009 | 318            | 22             | 29           | 2            | 19        | 3         | 94                 | 8                  | 4     | 0     | 464      | 35       |
| Klub             | Szezon    | Bundesliga     | Bundesliga     | DFB-Pokal    | DFB-Pokal    | Ligapokal | Ligapokal | Európai kupaporond | Európai kupaporond | Egyéb | Egyéb | Összesen | Összesen |
| Klub             | Szezon    | Meccs          | Gól            | Meccs        | Gól          | Meccs     | Gól       | Meccs              | Gól                | Meccs | Gól   | Meccs    | Gól      |
| Bayer Leverkusen | 2009–10   | 32             | 2              | 2            | 0            | 0         | 0         | 0                  | 0                  | 0     | 0     | 34       | 2        |
| Bayer Leverkusen | 2010–11   | 11             | 1              | 0            | 0            | 0         | 0         | 0                  | 0                  | 0     | 0     | 11       | 1        |
| Összesen         | 1992–2011 | 553            | 36             | 39           | 3            | 19        | 3         | 107                | 8                  | 4     | 0     | 719      | 50       |

## Magánélete
Felesége Susanna Rissanen. Két fiuk van: Rico Nestor és Kasper Erik Hyypiä.
Szerepelt néhány L’Oréal férfi hajtermék hirdetésben.

## Külső hivatkozások
- Hyypiä statisztika a Soccerbase-en
- Hyypiä karrierje a BBC oldalán Archiválva 2008. július 24-i dátummal a Wayback Machine-ben
- Sami Hyypiä élete
- Hyypiä statisztikái Archiválva 2006. június 26-i dátummal a Wayback Machine-ben
- Hyypiä a Liverpool szurkolói oldalán
- Hyypiä Liverpool-beli eredményei